# Janet Agren
Lena Janet Yvonne Ågren (Landskrona, 6 april 1949) is een voormalig Zweedse actrice en model. Ze speelde vooral in exploitatiefilms.

## Levensloop
Ågren werd geboren in Landskrona, Zweden, een stad die ze ooit aan Italiaanse entertainmentjournalisten beschreef als "Noord-Napels." Ze maakte haar filmdebuut in Luciano Salce's Colpo di stato, en haar vroege rollen omvatten de Michael Caine-film Pulp (1972) als receptioniste, en de Jack Lemmon-komedie Avanti! (1972) als verpleegster. Ze verscheen in 57 films, waaronder The Left Hand of the Law (1975), Lucio Fulci's City of the Living Dead (1980), Umberto Lenzi's Eaten Alive! (1980), Panic (1982), Red Sonja (1985), de Bud Spencer-komedie Aladin (1986) en de cult-horrorfilm Ratman (1988). In de vroege jaren 1980 had ze ook een korte muzikale carrière.

## Filmografie
- The Two Crusaders (1968)
- Colpo di stato (1969)
- Il Giovane Normale (1969)
- Pulp (1972)
- Avanti! (1972)
- La Vita, a Volte, È Molto Dura, Vero Provvidenza? (1972)
- The Left Hand of the Law (1975)
- Paolo Barca, Maestro Elementare, Praticamente Nudista (1975)
- Stato Interessante (1977)
- Bermuda: Cave of the Sharks (1978)
- Il Commissario di Ferro (1978)
- Il Commissario Verrazzano (1978)
- 7 Chicas Peligrosas (1978)
- City of the Living Dead (1980)
- Eaten Alive! (1980)
- Prestami Tua Moglie (1980)
- L'Onorevole con l'Amante sotto il Letto (1981)
- Panic (1982)
- Occhio, Malocchio, Prezzemolo e Finocchio (1983)
- Questo e Quello (1983)
- Vediamoci Chiaro (1984)
- Red Sonja (1985)
- Aladdin (1986)
- Hands of Steel (1986)
- Night of the Sharks (1987)
- Ratman (1988)
- Magdalene (1988)